# Vadehavets nationalparker

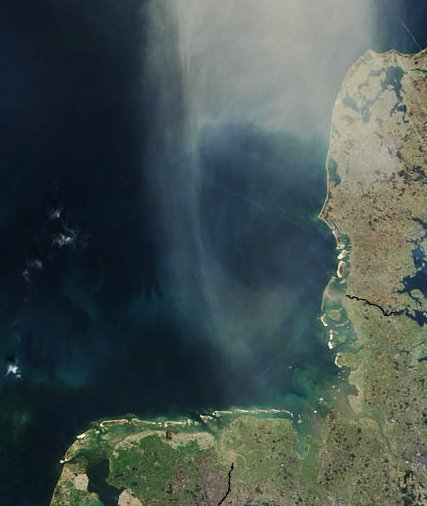
Satellitbild över Vadehavet.

Vadehavets nationalparker i Danmark, Tyskland och Nederländerna ligger i Tyska bukten och Nordsjön. I Tyskland och Danmark utgör de också UNESCO-världsarvet i Vadehavet. Området formades efter istiden för runt 7 000 år sedan och förändras fortfarande. Även om de är administrativt avdelade så är de en enda ekologisk enhet. Syftet med nationalparkerna är att bevara Vadehavets ekoregion.

## Danmark
- Nationalpark Vadehavet, från Blåvandshuk till Rudbøl.

## Tyskland
- Nationalpark Schleswig-Holsteinisches Wattenmeer, som utgörs av Schleswig-Holsteins västkust och Nordfrisiska öarna
- Nationalpark Hamburgisches Wattenmeer, från Elbes mynning till de små öarna Neuwerk och Scharhörn, delar av Hamburg
- Nationalpark Niedersächsisches Wattenmeer, som utgörs av norra kusten av Niedersachcen och inkluderar Ostfrisiska öarna

## Nederländerna
- Lauwersmeer nationalpark består av södra och östra delarna av Lauwersmeer i Nederländerna
- Schiermonnikoog nationalpark täcker större delen av ön Schiermonnikoog
- Texel nationalpark ligger på den nederländska ön Texel och inkluderar sanddyner.

## Galleri

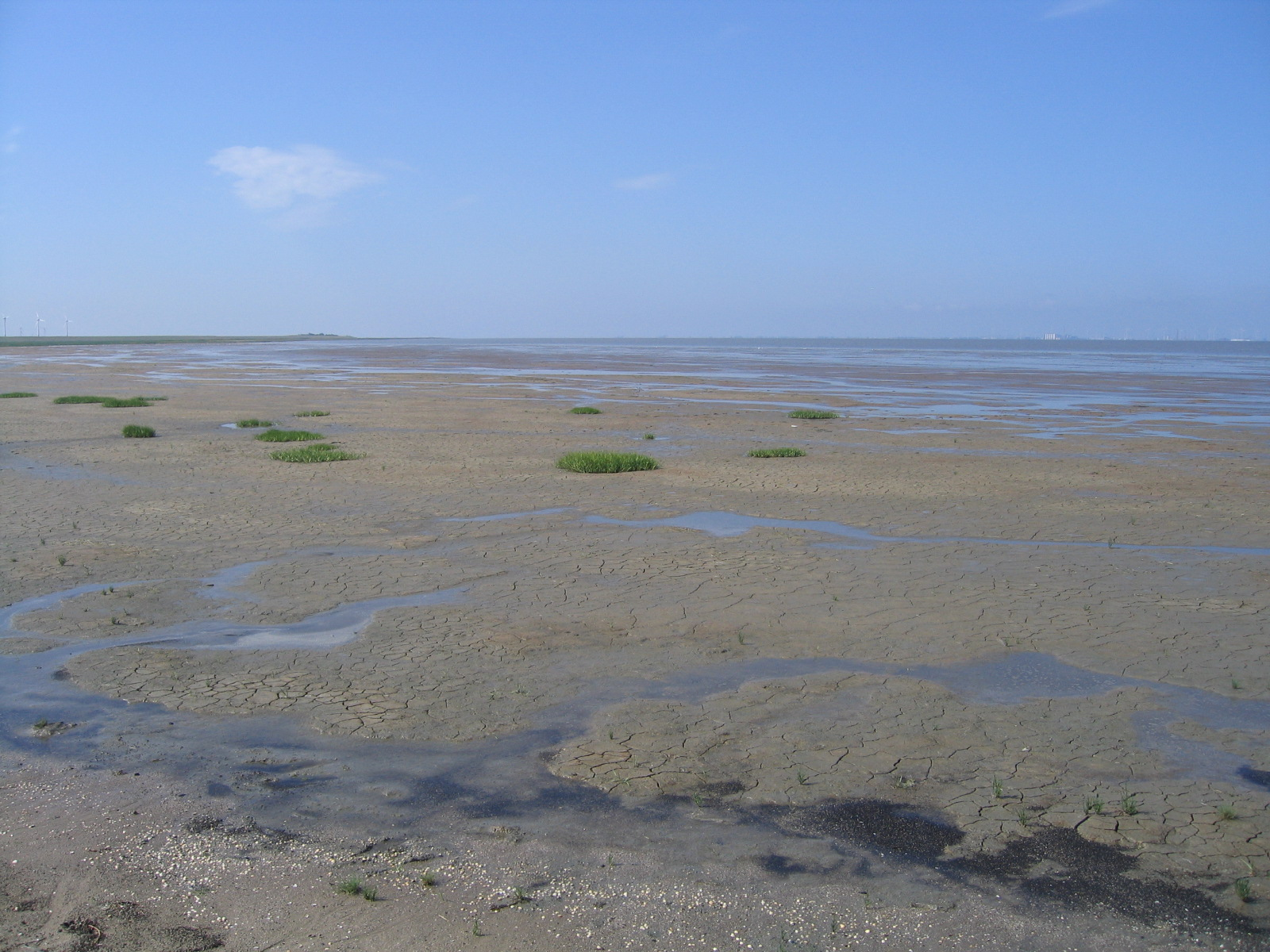
Lerslätten Pilsumer Watt nära Greetsiel, Tyskland.
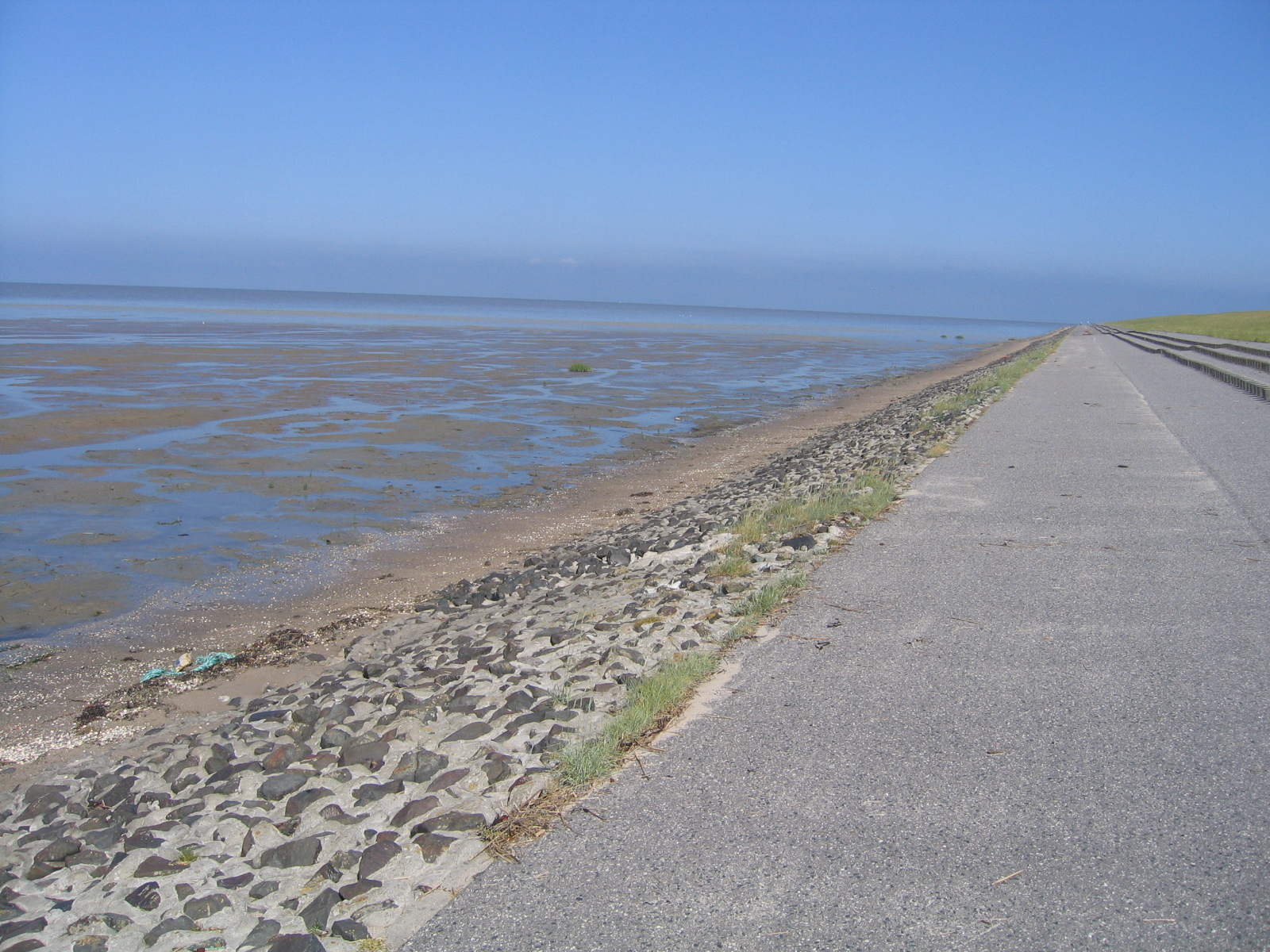
Lerslätten nära Greetsieler Nacken längs med västra sidan av Leyhörn.